# Выборы в Европейский парламент в Люксембурге (2014)
Выборы в Европейский парламент в Люксембурге прошли 25 мая 2014 года. Впервые европейские выборы в стране пройдут отдельно от парламентских, так как внеочередные парламентские выборы прошли в 2013 году в связи с отставкой премьер-министра Жан-Клода Юнкера из-за скандала с люксембургскими разведывательными службами.
Люксембург будет представлен 6 депутатами.

## Избирательная система
Европейские выборы в Люксембурге проходят по пропорциональной избирательной системы с расчётом по методу Д’Ондта. Страна представлена единым избирательным округом.

## Результаты
| Национальная партия                     | Национальная партия                                       | Европейская партия                  | Основной кандидат                   | Голоса    | %      | +/–    | Мест | +/– |
| --------------------------------------- | --------------------------------------------------------- | ----------------------------------- | ----------------------------------- | --------- | ------ | ------ | ---- | --- |
|                                         | Христианско-социальная народная партия (CSV)              | ЕНП                                 | Вивиан Рединг                       | 441 578   | 37,66  | 6,29 ▲ | 3    | 0 ▬ |
|                                         | Зелёные (DG)                                              | ЕПЗ                                 | Клод Тюрм                           | 176 073   | 15,01  | 1,82 ▼ | 1    | 0 ▬ |
|                                         | Демократическая партия (DP)                               | АЛДЕ                                | Шарль Гоеран                        | 173 255   | 14,77  | 3,89 ▼ | 1    | 0 ▬ |
|                                         | Люксембургская социалистическая рабочая партия (LSAP)     | ПЕС                                 | Мади Дельво-Стер                    | 137 504   | 11,73  | 7,73 ▼ | 1    | 0 ▬ |
|                                         | Альтернативная демократическая реформистская партия (ADR) | АЕКР                                |                                     | 88 298    | 7,53   | 0,14 ▲ | 0    | 0 ▬ |
|                                         | Левые (DL)                                                | ЕЛ                                  |                                     | 67 544    | 5,76   | 2,39 ▲ | 0    | 0 ▬ |
|                                         | Пиратская партия                                          |                                     |                                     | 49 553    | 4,23   | новая  | 0    | -   |
|                                         | Партия за полную демократию                               |                                     |                                     | 21 303    | 1,82   | новая  | 0    | -   |
|                                         | Коммунистическая партия (KPL)                             |                                     |                                     | 17 506    | 1,49   | 0,05 ▲ | 0    | 0 ▬ |
| Действительные голоса                   | Действительные голоса                                     | Действительные голоса               | Действительные голоса               | 1 172 614 | —      |        |      |     |
| Действительные бюллетени                | Действительные бюллетени                                  | Действительные бюллетени            | Действительные бюллетени            | 203 772   | 90,078 |        |      |     |
| Недействительные/пустые бюллетени       | Недействительные/пустые бюллетени                         | Недействительные/пустые бюллетени   | Недействительные/пустые бюллетени   | 22 446    | 9,922  |        |      |     |
| Всего                                   | Всего                                                     | Всего                               | Всего                               | 203 772   | 100,00 | —      | 6    | 0 ▬ |
| Зарегистрированных избирателей/Явка     | Зарегистрированных избирателей/Явка                       | Зарегистрированных избирателей/Явка | Зарегистрированных избирателей/Явка | 264 433   | 85,548 |        |      |     |
| Источник: Centre Informatique de l'État |                                                           |                                     |                                     |           |        |        |      |     |